# Paolo Fontana
Paolo Antonio Domenico Fontana (Castello Valsolda, 28 ottobre 1696 – Zaslavia, 17 marzo 1765) è stato un architetto italiano-polacco, tra i principali esponenti dell'architettura barocca in Polonia.

## Biografia
Paolo Antonio Domenico Fontana nasce a Castello Valsolda il 28 ottobre 1696 da Giacomo e Marta Bellotti. 
Si forma probabilmente in una bottega locale al fianco di un esperto architetto. Le sue opere mostrano una buona conoscenza dell'architettura lombarda e piemontese. 
Nel marzo del 1723 parte da Castello per la Polonia. Grazie alla protezione dell'architetto Giuseppe Fontana, esponente di rilievo nella comunità degli artisti italiani operanti in terra polacca, nel 1726 diventa architetto di corte del maresciallo Paweł Karol Sanguszko, e anche dopo la morte del magnate continuò a lavorare per la vedova Barbara Duninów Sanguszko.
Nel 1730 sposa la nobile polacca Marianna Suffczyńska, che gli dà quattro figli: i due figli maschi, Giovanni (sacerdote) e Giuseppe, tornarono a Castello, dove amministrarono la grande proprietà fondiara accumulata dal padre. Durante il periodo di permanenza in Lituania Paolo ha costanti rapporti epistolari con la madre, le sorelle e i cognati, rimasti in patria, riguardanti principalmente l'amministrazione dei suoi beni e il desiderio di ritornare a Castello, desiderio che purtroppo non riesce a realizzare a causa, prima del troppo lavoro e in seguito della malattia.
Dopo alcuni anni, Fontana ottiene il titolo di colonnello dell'artigliera nell'esercito del Gran Principato di Lituania, e tra il 1737 e il 1745 esegue diverse opere architettoniche per le grandi famiglie aristocratiche e nobili legate alla corte di Lubartów e per gli ordini religiosi, tra cui la chiesa di Sant'Anna e la chiesa dei Cappuccini a Lubartów, la cattedrale greco-cattolica e la chiesa dei Francescani Riformati a Chełm. 
Nel 1749 Paolo sposa in seconde nozze Teresa Romaironi, figlia di un patrizio di Varsavia, di origine genovese, si trasferisce e lavora a Zaslavia.
Fontana muore il 17 marzo 1765 a Zasłavia.